# Mareil-sur-Mauldre
Mareil-sur-Mauldre è un comune francese di 1 785 abitanti situato nel dipartimento degli Yvelines nella regione dell'Île-de-France. Il suo territorio è bagnato da due corsi d'acqua: la Mauldre e il suo affluente, il Ru de Gally, che confluisce nel precedente più a valle, presso Beynes.

## Società

### Evoluzione demografica
Abitanti censiti